# Perro polaris
Perro polaris är en spindelart som först beskrevs av Kirill Yeskov 1986.  Perro polaris ingår i släktet Perro och familjen täckvävarspindlar. Inga underarter finns listade i Catalogue of Life.